# Пенья, Майкл (виолончелист)
Майкл Пенья (англ. Michael Penha; 14 декабря 1888, Амстердам — 10 февраля 1982, Лос-Анджелес) — американский виолончелист нидерландского происхождения.
Окончил Амстердамскую консерваторию (1905), ученик Исаака Моссела. Затем, видимо, учился в Консерватории Хоха у Хуго Беккера. Дебютировал с концертом в Амстердаме в 1907 году.
В 1909 году перебрался в Нью-Йорк. В 1909—1918 гг. играл в составе фортепианного трио Карла Толлефсена, много гастролировавшего по США. В 1914—1916 гг. совершил большое концертное турне по Латинской Америке вместе с пианистом Альберто Герреро, в Чили выступал также как лидер фортепианного трио (с участием скрипача Армандо Карвахаля). В 1920—1925 гг. концертмейстер виолончелей в Филадельфийском оркестре, затем перебрался в Симфонический оркестр Сан-Франциско. В 1930-40-е гг. играл в различных камерных составах, в том числе в струнных квартетах под руководством Натана Абаса и Наума Блиндера.
Играл на инструменте ex-Gerardy работы Гваданьини, принадлежавшем ранее Жану Жерарди.
1. 1 2  Michel Penha // Discogs (англ.) — 2000.